# Sphingonotus halophilus
Sphingonotus halophilus är en insektsart som beskrevs av Bei-bienko 1929. Sphingonotus halophilus ingår i släktet Sphingonotus och familjen gräshoppor. Inga underarter finns listade i Catalogue of Life.